# El bàrbar i la geisha
 El bàrbar i la geisha  (original: The Barbarian and the Geisha) és una pel·lícula estatunidenca dirigida per John Huston el 1958, produïda per la 20th Century Fox i doblada al català.

## Argument
El Japó, 1856. El diplomàtic Townsend Harris, acompanyat d'un intèrpret i amic, Henry Heusken, va a ocupar el lloc de primer ambaixador estatunidenc al País del Sol Ixent, per un tractat signat amb els Estats Units. Xoca amb l'hostilitat dels nobles, sobretot del Governador local Tamura, i se les ha d'enginyar per guanyar la seva confiança. Li imposen una criada, la geisha Okichi, encarregada en realitat de donar compte dels fets i gestos del cònsol. Però aviat, una real amistat tenyida d'amor neix entre ells.

## Repartiment
- John Wayne: Towsend Harris
- Eiko Ando: Okichi
- Sam Jaffe: Henry Heusken
- Sō Yamamura: El Governador Tamura

I (no surten als crèdits):
- Kodaya Ichikawa: Daimyo
- Tokujiro Iketaniuchi: Harusha
- Fuji Kasai: El senyor Hotta
- Takeshi Kumagai: El camarlenc
- Fuyukichi Maki: Un pagès
- Morita: El Primer Ministre
- James Robbins: El Tinent Fisher
- Norman Thomson: El Capità Edmunds
- Hiroshi Yamato: El Shogun

## Comentari
El bàrbar i la geisha, basat en fets reals, va ser rodat al Japó. El to és per això més aviat dramàtic, però l'humor no és absent (sobretot una escena de baralla que recorda l'univers del western). John Wayne té un paper bastant inhabitual, pel que fa a la seva filmografia més coneguda.